# کیم سونگ گوک
کیم سونگ گوک (انگلیسی: Kim Song-guk؛ زادهٔ ۱۱ آوریل ۱۹۸۴) بوکسور اهل کره شمالی است.